# Ulsteinvik
Ulsteinvik – miasto w Norwegii, położone w okręgu Møre og Romsdal, w gminie Ulstein, nad jednym z fiordów wchodzących do morza Norweskiego. Miasto jest oddalone o około 20 km od Ålesundu i o około 98 km od miasta Førde. Według danych z 2017 roku Ulsteinvik liczył 5694 mieszkańców.